# Werner Orf
Werner Orf (* 7. Mai 1957 in Mainz-Mombach) ist ein deutscher ehemaliger Fußballspieler und jetziger -Trainer. Er war unter anderem bei der SpVgg Fürth und dem 1. FSV Mainz 05 aktiv.

## Karriere als Spieler
Orf spielte von 1963 bis 1976 beim TSV Schott Mainz und trat dann dem 1. FSV Mainz 05 bei. Dort wurde er schnell Stammspieler und erzielte von 1976 bis 1980 in 117 Liga- und Pokalspielen als Defensivspieler 15 Tore. 1980 schloss Orf sich der Spvgg. Fürth an, mit der er in der 2. Liga spielte. Hier erzielte er von 1980 bis 1982 in 38 Spielen zwei Tore und wechselte nach der Saison 1981/82 wieder zurück zu Mainz 05. Dort blieb er weitere vier Jahre als Stammspieler, ehe er zu dem hessischen Landesligisten Spvgg Eltville wechselte. Seine Karriere ließ er beim SV Wehen von 1989 bis 1993 in der Oberliga Hessen ausklingen.

## Trainerkarriere
Nach seiner aktiven Zeit war Orf bei seinem letzten Verein SV Wehen zunächst als Co-Trainer tätig und übernahm später als Cheftrainer die zweite Mannschaft. Weitere Stationen waren die TSG Wörsdorf, der FV Biebrich 02, ein weiteres Mal der SV Wehen, der FSV Winkel, der SV Frauenstein und Fontana Finthen. Im Winter 2011/12 verpflichtete ihn der Landesligist TSV 1881 Gau-Odernheim, als man nach der Hinrunde abgeschlagen auf dem letzten Platz rangierte. Orf konnte den Abstieg in die Bezirksliga Rheinhessen nicht verhindern. Im Sommer 2014 übernahm er als Trainer die D-Jugend der SpVgg Eltville. In der Folge trainierte er auch die 1. Mannschaft der SpVgg Eltville, die er zwischenzeitlich in die Gruppenliga führte. Im März 2018 erklärte er seinen Rücktritt als Trainer der Kreisoberliga-Mannschaft. Zur Saison 2018/19 trainiert er die Kreisliga A-Mannschaft des SV Erbach. 2019/2020 übernahm Werner Orf die A-Jugend des FC 1934 Wiesbaden-Bierstadt, die er bis zum Saisonende betreute. Seit Januar 2020 ist er als sportlicher Leiter des SV Frauenstein 1932 e.V. aktiv.